# Berengar av Tours
 För andra personer med samma namn, se Berengar.
Berengar av Tours, född omkring 999, död 6 januari 1088, fransk teolog.
Han var först föreståndare för domskolan i Tours, och blev 1040 ärkediakon i Angers. 
Berengar uttryckte flera kontroversiella teologiska åsikter. Framför allt avvisade han Kristi reala närvaro i nattvarden och framlade i stället en symbolisk-spiritualistisk tolkning i traditionen från Augustinus och Ratramnus. Berengars lära fördömdes av flera synoder, vilket ledde till att han drog sig tillbaka från det offentliga livet.